# Julija Jefremowa
Julija Jefremowa (* 14. Februar 1985 in Kursk, Sowjetunion als Julija Worobjowa) ist eine ehemalige russische Tennisspielerin.

## Karriere
Julija Jefremowa begann im Alter von sieben Jahren mit dem Tennis. Während ihrer Laufbahn gewann sie ein Einzel- und zehn Doppeltitel auf dem ITF Women’s Circuit. Ihr größter Triumph war der Titel beim mit 50.000-US-Dollar dotiertem ITF-Turnier in Busan. 2005 spielte sie erstmals im Hauptfeld bei einem WTA-Turnier, im Doppel beim JinJianNan Guangzhou International an der Seite von Yuan Meng.

## Persönliches
Verheiratet war sie mit Alexey Efremov, er starb 2021 an Krebs. Ihre Tochter Ksenia Efremova ist ebenfalls Tennisspielerin. Sie hat noch zwei Söhne.

## Turniersiege

### Einzel
| Nr. | Datum         | Turnier | Kategorie   | Belag     | Finalgegnerin | Ergebnis      |
| --- | ------------- | ------- | ----------- | --------- | ------------- | ------------- |
| 1.  | Dezember 2004 | Jakarta | ITF $10.000 | Hartplatz | Jung Yoo-mi   | 3:6, 6.1, 6:3 |

### Doppel
| Nr. | Datum         | Turnier       | Kategorie   | Belag     | Partnerin            | Finalgegnerinnen                    | Ergebnis       |
| --- | ------------- | ------------- | ----------- | --------- | -------------------- | ----------------------------------- | -------------- |
| 1.  | Juli 2002     | Algier        | ITF $10.000 | Sand      | Aleksandra Kostikova | Susanne Filipp Andrea Masaryková    | 6:2, 6:4       |
| 2.  | April 2003    | Mumbai        | ITF $10.000 | Hartplatz | Ludmila Richterová   | Oqgul Omonmurodova Khoo Chin-bee    | 7:5, 7:5       |
| 3.  | Juni 2004     | Protwino      | ITF $10.000 | Hartplatz | Wassilissa Bardina   | Maria Gugel Jelena Tschalowa        | 6:3, 6:2       |
| 4.  | Dezember 2004 | Jakarta       | ITF $10.000 | Hartplatz | Yoo Mi               | Chang Kyung-mi Lee Ye-ra            | 6:3, 6:3       |
| 5.  | März 2005     | Benalla       | ITF $10.000 | Rasen     | Yuang Meng           | Lauren Cheung Lisa D’Amelio         | 6:4, 6.3       |
| 6.  | März 2005     | Yarrawonga    | ITF $10.000 | Rasen     | Lara Picone          | Emily Hewson Nicole Kriz            | 6:4, 6:3       |
| 7.  | April 2005    | Mumbai        | ITF $10.000 | Hartplatz | Chan Chin-wei        | Sanaa Bhambri Mihaela Buzărnescu    | 6:2, 6:1       |
| 8.  | Juli 2005     | Krasnoarmeisk | ITF $10.000 | Hartplatz | Anna Bastrikova      | Jekaterina Iwanowa Jelena Tschalowa | 6:2, 7:63      |
| 9.  | August 2005   | Nanjing       | ITF $25.000 | Hartplatz | Xie Yanze            | Tomoko Sugano Akiko Yonemura        | 6:4, 6:3       |
| 10. | November 2005 | Busan         | ITF $50.000 | Hartplatz | Wynne Prakusya       | Seiko Okamoto Ayami Takase          | 6:4, 6:76, 6:1 |